# Magnus Hausmann
Magnus Hausmann (* 7. Oktober 1823 in Steinhaus (Petersberg) im Landkreis Fulda; † 15. Juli 1876 in Margretenhaun) war ein deutscher Gutsbesitzer, Gastwirt und Mitglied der kurhessischen Ständeversammlung.

## Leben
Magnus Hausmann war der Sohn des Andreas Hausmann und dessen Ehefrau Anna Katharina geborene Kramer.
Er war Gastwirt  und Gutsbesitzer, als er 1850 ein Mandat für die kurhessische Ständeversammlung erhielt.
Mit dem Wahlgesetz vom 5. April 1849 endeten die erblichen Privilegien des Adels. An ihre Stelle traten sechzehn Vertreter der Höchstbesteuerten, zu denen Hausmann zählte.